# Países que utilizam o F-16 Fighting Falcon

Utilizadores do F-16 Fighting Falcon (2024). Em azul são os utilizadores atuais, vermelho são os ex-utilizadores e em preto os potenciais utilizadores.

Em 2008 celebraram-se 30 anos de produção, do F-16 Fighting Falcon. Em 2011 continua sendo fabricado, para países que necessitam substituir aeronaves envelhecidas, após mais de 4 000 unidades produzidas, para cerca de 26 clientes espalhados por quatro continentes.

A força Aérea dos Estados Unidos prevê abater o último F-16, apenas em 2026, os quatro iniciais parceiros Europeus na NATO, necessitam substituir seus F-16 nos próximos anos, mas a subida em escalada no custo final e problemas de desenvolvimento do seu sucessor natural, o F-35 Lightning, acrescido de pesados constrangimentos orçamentais, adiam "ad eternum" a sua substituição.

## Estados Unidos

### Força Aérea

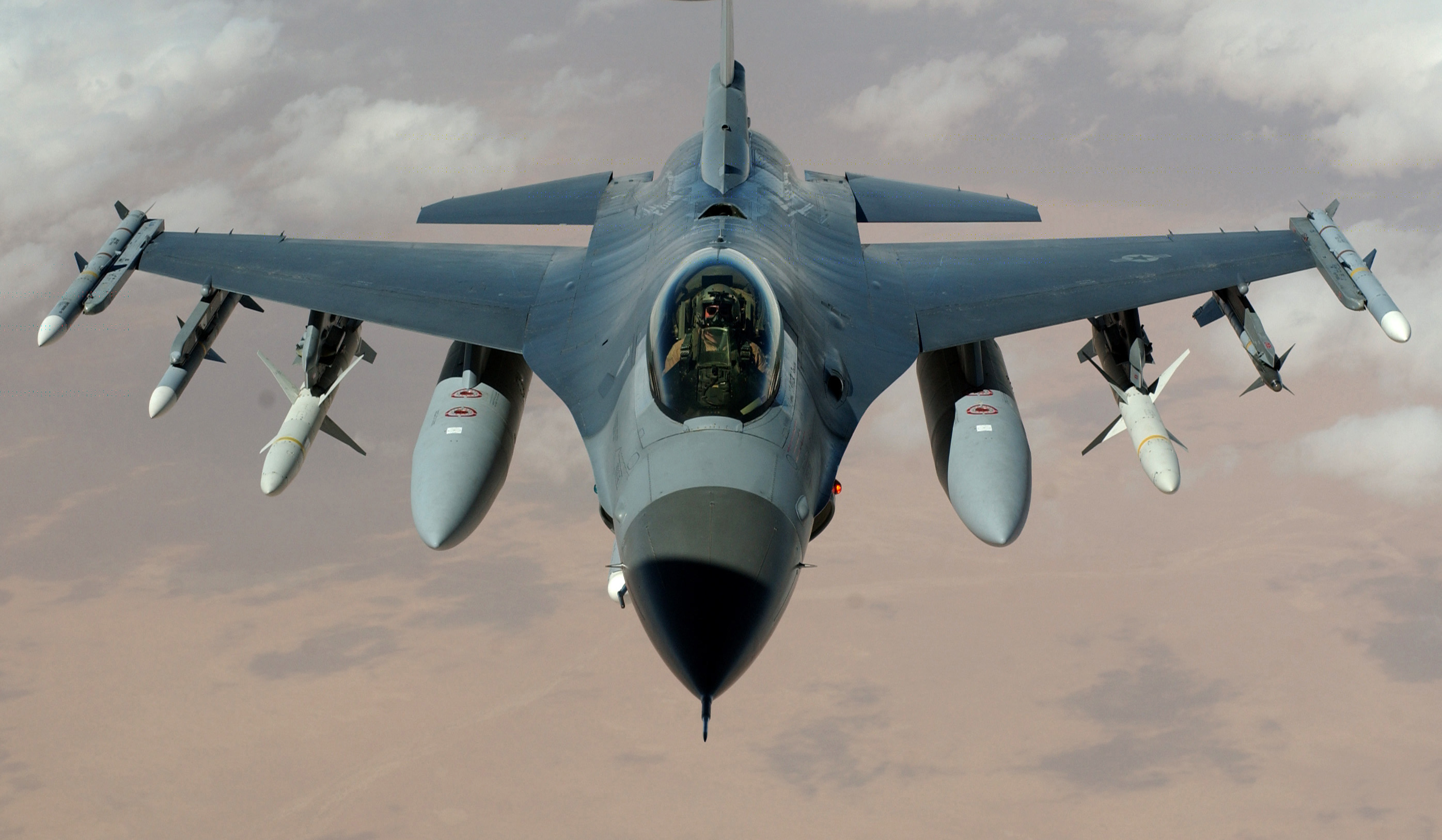
F-16C da USAF sobrevoando o Iraque em Março de 2003

A USAF é o maior operador de F-16, cerca de metade do total construído, ou o equivalente à soma dos outros 24 utilizadores.  No seu inventário constam ou constaram, todos os modelos e blocos construídos, com excepção do bloco 52+, do bloco 60 e da actualização MLU. 

O primeiro F-16A (#78001) foi aceite pela USAF em Agosto de 1978 e até ao final de 1984 foram entregues 786 exemplares dos modelos F-16A/B, com a particularidade de duas unidades terem sido construídas pela Fokker na Holanda e outras três pela SABCA na Bélgica.

A produção do F16C/D teve início em 1984, com o primeiro exemplar entregue em Julho e o último um F-16C bloco 50  em 1996, totalizando 1 444 unidades.

Foi ou é usado pela maioria dos comandos, incluindo o Comando de Combate Aéreo (ACC),  Guarda Aérea Nacional (ANG), Força Aérea dos Estados Unidos Europa (USAFE), Forças Aéreas do Pacífico (PACAF), Comando da Força Aérea de Reserva (AFRC), Comando Aéreo de Educação e Treino (AETC), e Comando de Material da Força Aérea (AFMC).

No final de 2010 estavam operacionais 1 049 aeronaves, das quais 883 F-16C e 166 F-16D.

### Marinha
A US Navy escolheu o F-16N para substituir na missão "agressor aircraft", os envelhecidos T-38 Talon e McDonnell Douglas A-4 Skyhawk, baseados no modelo F-16 Block 30, construídos entre 1987 e 1988 e optimizados para resistir às elevadas cargas G, exigidas pelo combate de proximidade, não possuem o canhão M-60A-1 Vulcan e toda a capacidade de transporte de armamento externo foi retirada, também o radar é o menos capaz APG-66.

Em 1995 foram retirados de serviço prematuramente, apenas com 7/8 anos de vida operacional, devido a problemas estruturais. Em 2003 os 14 F-16A/B embargados ao Paquistão foram entregues à Marinha dos Estados Unidos, preenchendo assim uma lacuna de oito anos.

Em Dezembro de 2010 estavam operacionais oito F-16A e seis F-16B

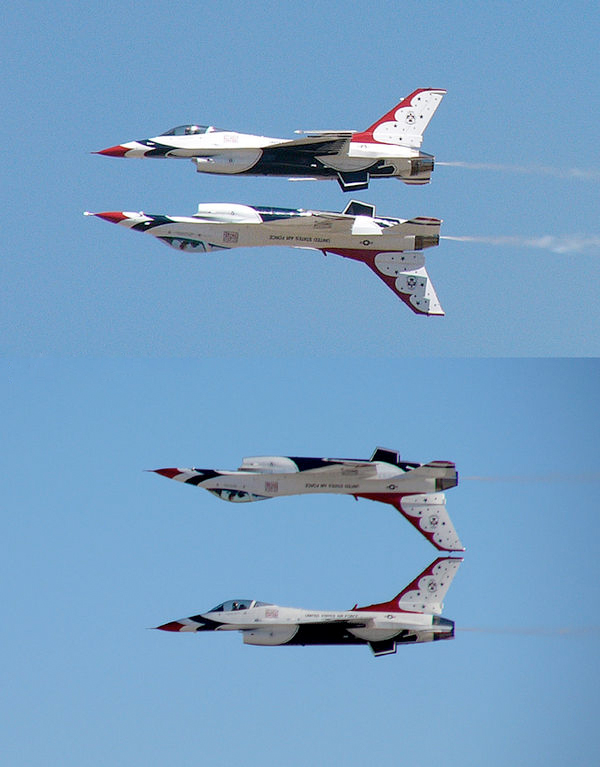
Thunderbirds da USAF durante uma exibição em 2008

### NASA
Alguns dos mais estranhos e exóticos projectos aeronáuticos têm passado pelas instalações da  NASA. No entanto dada a natureza da sua missão, os testes não são muito publicitados, não se sabe bem se os aviões envolvidos pertencem à própria NASA ou à USAF. Quanto ao F-16
foram operados um F-16XL/A e um F-16XL/B bem como um F-16A AFTI, actualmente estão retirados na Base Aérea de Edwards. No activo continua um F-16A com matricula civil N516NA.

## Sinopse
| País                   | Entidade                               | Quant. adquirida | No activo 2024 | Notas      |
| ---------------------- | -------------------------------------- | ---------------- | -------------- | ---------- |
| Estados Unidos         | Força Aérea dos Estados Unidos         | 2.230            | 1.049          |            |
| Estados Unidos         | Marinha dos Estados Unidos             | 40               | 14             | [ nota 2 ] |
| Bahrein                | Real Força Aérea do Bahrein            | 22               | 21             |            |
| Bélgica                | Componente Aéreo da Bélgica            | 161              | 69             |            |
| Chile                  | Força Aérea do Chile                   | 46               | 46             | [ nota 3 ] |
| Coreia do Sul          | Força Aérea da Coreia do Sul           | 180              | 169            |            |
| Dinamarca              | Força Aérea Real Dinamarquesa          | 77               | 50             |            |
| Egito                  | Força Aérea do Egipto                  | 240              | 201            | [ nota 4 ] |
| Emirados Árabes Unidos | Força Aérea dos Emirados Árabes Unidos | 80               | 78             |            |
| Grécia                 | Força Aérea Helénica                   | 170              | 150            | [ nota 5 ] |
| Indonésia              | Força Aérea da Indonésia               | 12               | 10             |            |
| Israel                 | Força Aérea de Israel                  | 362              | 325            |            |
| Itália                 | Força Aérea Italiana                   | 34               | 16             |            |
| Jordânia               | Força Aérea da Jordânia                | 55               | 50             |            |
| Marrocos               | Real Força Aérea Marroquina            | 24               | 0              | [ nota 6 ] |
| Noruega                | Real Força Aérea Norueguesa            | 74               | 57             |            |
| Omã                    | Real Força Aérea de Oman               | 12               | 12             |            |
| Países Baixos          | Real Força Aérea Holandesa             | 213              | 99             |            |
| Paquistão              | Força Aérea do Paquistão               | 101              | 58             | [ nota 7 ] |
| Polónia                | Força Aérea Polaca                     | 48               | 48             |            |
| Portugal               | Força Aérea Portuguesa                 | 45               | 34             | [ nota 8 ] |
| Singapura              | Força Aérea de Singapura               | 70               | 60             |            |
| Tailândia              | Força Aérea Real Tailandesa            | 61               | 56             |            |
| Taiwan                 | Força Aérea de Taiwan                  | 150              | 145            |            |
| Turquia                | Força Aérea da Turquia                 | 270              | 213            | [ nota 9 ] |
| Ucrânia                | Força Aérea Ucraniana                  | 24-65            | 9              |            |
| Venezuela              | Aviação Militar Venezuelana            | 24               | 9              |            |

| Programa                | Modelo | Block        | Quantidade | Entrega         |
| ----------------------- | ------ | ------------ | ---------- | --------------- |
| Bahrain                 |        |              |            |                 |
| Peace Crown I           | F-16C  | Block 40     | 8          | 1990            |
| Peace Crown I           | F-16D  | Block 40     | 4          | 1990            |
| Peace Crown II          | F-16C  | Block 40     | 10         | 2000            |
| Chile                   |        |              |            |                 |
| Peace Puma              | F-16C  | Block 50     | 6          | 2006            |
| Peace Puma              | F-16D  | Block 50     | 4          | 2006            |
| Coreia do Sul           |        |              |            |                 |
| Peace Bridge I          | F-16C  | Block 32     | 30         | 1986-1992       |
| Peace Bridge I          | F-16D  | Block 32     | 10         | 1986-1992       |
| Peace Bridge II         | F-16C  | Block 52     | 80         | 1994-2000       |
| Peace Bridge II         | F-16D  | Block 52     | 40         | 1994-2000       |
| Peace Bridge III        | F-16C  | Block 52     | 14         | 2003-2004       |
| Peace Bridge III        | F-16D  | Block 52     | 6          | 2003-2004       |
| Egipto                  |        |              |            |                 |
| Peace Vector I          | F-16A  | Block 15     | 34         | 1982-1983       |
| Peace Vector I          | F-16B  | Block 15     | 8          | 1982-1985       |
| Peace Vector II         | F-16C  | Block 32     | 34         | 1986-1988       |
| Peace Vector II         | F-16D  | Block 32     | 6          | 1986-1987       |
| Peace Vector III        | F-16C  | Block 40     | 35         | 1991-1995       |
| Peace Vector III        | F-16D  | Block 40     | 12         | 1991-1993       |
| Peace Vector IV         | F-16C  | Block 40     | 34         | 1994-1995       |
| Peace Vector IV         | F-16D  | Block 40     | 12         | 1994-1995       |
| Peace Vector V          | F-16C  | Block 40     | 21         | 1999-2000       |
| Peace Vector VI         | F-16C  | Block 40     | 12         | 2001-2002       |
| Peace Vector VI         | F-16D  | Block 40     | 12         | 2001-2002       |
| Emirados Árabes Unidos  |        |              |            |                 |
| Peace Falcon Desert (?) | F-16E  | Block 60     | 55         | 2004-2006       |
| Peace Falcon Desert (?) | F-16F  | Block 60     | 25         | 2003-2006       |
| Grécia                  |        |              |            |                 |
| Peace Xenia I           | F-16C  | Block 30     | 34         | 1989-1990       |
| Peace Xenia I           | F-16D  | Block 30     | 6          | 1989            |
| Peace Xenia II          | F-16C  | Block 50     | 32         | 1997-1998       |
| Peace Xenia II          | F-16D  | Block 50     | 8          | 1997-1998       |
| Peace Xenia III         | F-16C  | Block 52     | 34         | 2002-2004       |
| Peace Xenia III         | F-16D  | Block 52     | 16         | 2002-2004       |
| Peace Xenia IV          | F-16C  | Block 52     | 20         | 2009-2010       |
| Peace Xenia IV          | F-16D  | Block 52     | 10         | 2009-2010       |
| Indonesia               |        |              |            |                 |
| Peace Bima-Sena         | F-16A  | Block 15OCU  | 8          | 1989-1990       |
| Peace Bima-Sena         | F-16B  | Block 15OCU  | 4          | 1989-1990       |
| Israel                  |        |              |            |                 |
| Peace Marble I          | F-16A  | Block 5      | 18         | 1980-1981       |
| Peace Marble I          | F-16B  | Block 5      | 8          | 1980-1981       |
| Peace Marble I          | F-16A  | Block 10     | 49         | 1980-1981       |
| Peace Marble II         | F-16C  | Block 30     | 51         | 1986-1987       |
| Peace Marble II         | F-16D  | Block 30     | 24         | 1987-1988       |
| Peace Marble III        | F-16C  | Block 40     | 30         | 1991-1993       |
| Peace Marble III        | F-16D  | Block 40     | 30         | 1991-1993       |
| Peace Marble IV         | F-16A  | Block 1      | 3          | 1994            |
| Peace Marble IV         | F-16B  | Block 1      | 2          | 1994            |
| Peace Marble IV         | F-16A  | Block 5      | 1          | 1994            |
| Peace Marble IV         | F-16B  | Block 5      | 7          | 1994            |
| Peace Marble IV         | F-16A  | Block 10     | 32         | 1994            |
| Peace Marble IV         | F-16B  | Block 10     | 5          | 1994            |
| Peace Marble V          | F-16D  | Block 52     | 102        | 2003-2009       |
| Italia                  |        |              |            |                 |
| Peace Caesar            | F-16A  | Block 15ADF  | 26         | 2003-2004       |
| Peace Caesar            | F-16B  | Block 15ADF  | 1          | 2003-2004       |
| Peace Caesar            | F-16B  | Block 5/10   | 3          | 2003-2004       |
| Peace Caesar            | F-16A  | Block 10     | 4          | 2003-2004       |
| Jordânia                |        |              |            |                 |
| Peace Falcon I          | F-16A  | Block 15 ADF | 12         | 1997-1998       |
| Peace Falcon I          | F-16B  | Block 15 ADF | 4          | 1997-1998       |
| Peace Falcon II         | F-16A  | Block 15 ADF | 12         | 2003            |
| Peace Falcon II         | F-16B  | Block 15 ADF | 5          | 2003            |
| Oman                    |        |              |            |                 |
| Peace A'sama A'safiya   | F-16C  | Block 50     | 8          | 2005-2006       |
| Peace A'sama A'safiya   | F-16D  | Block 50     | 4          | 2005-2006       |
| Paquistão               |        |              |            |                 |
| Peace Gate I            | F-16A  | Block 15     | 2          | 1983            |
| Peace Gate I            | F-16B  | Block 15     | 4          | 1983            |
| Peace Gate II           | F-16A  | Block 15     | 26         | 1983-1987       |
| Peace Gate II           | F-16B  | Block 15     | 8          | 1983-1987       |
| Peace Gate III          | F-16A  | Block 15OCU  | 6          | Embargado       |
| Peace Gate III          | F-16B  | Block 15OCU  | 5          | Embargado       |
| Peace Gate IV           | F-16A  | Block 15OCU  | 7          | Embargado       |
| Peace Gate IV           | F-16B  | Block 15OCU  | 10         | Embargado       |
| Peace Gate IV           | F-16A  | Block 15OCU  | 41         | não construídos |
| Peace Gate IV           | F-16B  | Block 15OCU  | 2          | não construídos |
| Peace Drive             | F-16C  | Block 52     | 12         | 2009-2010       |
| Peace Drive             | F-16D  | Block 52     | 6          | 2009-2010       |
| Polónia                 |        |              |            |                 |
| Peace Sky               | F-16C  | Block 52     | 36         | 2006-2009       |
| Peace Sky               | F-16D  | Block 52     | 12         | 2006-2009       |
| Portugal                |        |              |            |                 |
| Peace Atlantis I        | F-16A  | Block 15OCU  | 17         | 1994            |
| Peace Atlantis I        | F-16B  | Block 15OCU  | 3          | 1994            |
| Peace Atlantis II       | F-16A  | Block 15     | 21         | 1999            |
| Peace Atlantis II       | F-16B  | Block 15     | 4          | 1999            |
| Singapura               |        |              |            |                 |
| Peace Carvin I          | F-16A  | Block 15OCU  | 4          | 1988            |
| Peace Carvin I          | F-16B  | Block 15OCU  | 4          | 1988            |
| Peace Carvin II         | F-16C  | Block 52     | 8          | 1998            |
| Peace Carvin II         | F-16D  | Block 52     | 10         | 1998            |
| Peace Carvin III        | F-16C  | Block 52     | 10         | 2000-2002       |
| Peace Carvin III        | F-16D  | Block 52     | 2          | 2000-2002       |
| Peace Carvin IV         | F-16D  | Block 52     | 20         | 2003-2004       |
| Tailândia               |        |              |            |                 |
| Peace Naresuan I        | F-16A  | Block 15OCU  | 8          | 1988            |
| Peace Naresuan I        | F-16B  | Block 15OCU  | 4          | 1988            |
| Peace Naresuan II       | F-16A  | Block 15OCU  | 6          | 1990-1991       |
| Peace Naresuan III      | F-16A  | Block 15OCU  | 12         | 1995-1996       |
| Peace Naresuan III      | F-16B  | Block 15OCU  | 6          | 1995            |
| Peace Naresuan IV       | F-16A  | Block 15ADF  | 15         | 2002-2003       |
| Peace Naresuan IV       | F-16B  | Block 15ADF  | 1          | 2002            |
| Peace Naresuan IV       | F-16A  | Block 10OCU  | 2          | 2002            |
| Taiwan                  |        |              |            |                 |
| Peace Fenghuang         | F-16A  | Block 20     | 120        | 1997-2001       |
| Peace Fenghuang         | F-16B  | Block 20     | 30         | 1997-2001       |
| Turquia                 |        |              |            |                 |
| Peace Onyx I            | F-16C  | Block 30     | 34         | 1987-1990       |
| Peace Onyx I            | F-16D  | Block 30     | 9          | 1987-1989       |
| Peace Onyx I            | F-16C  | Block 40     | 102        | 1990-1995       |
| Peace Onyx I            | F-16D  | Block 40     | 15         | 1990-1994       |
| Peace Onyx II           | F-16C  | Block 50     | 34         | 1996-1997       |
| Peace Onyx II           | F-16D  | Block 50     | 6          | 1996-1997       |
| Peace Onyx III          | F-16C  | Block 50     | 26         | 1998-1999       |
| Peace Onyx III          | F-16D  | Block 50     | 14         | 1998-1999       |
| Venezuela               |        |              |            |                 |
| Peace Delta             | F-16A  | Block 15     | 18         | 1982-1984       |
| Peace Delta             | F-16B  | Block 15     | 6          | 1982-1984       |

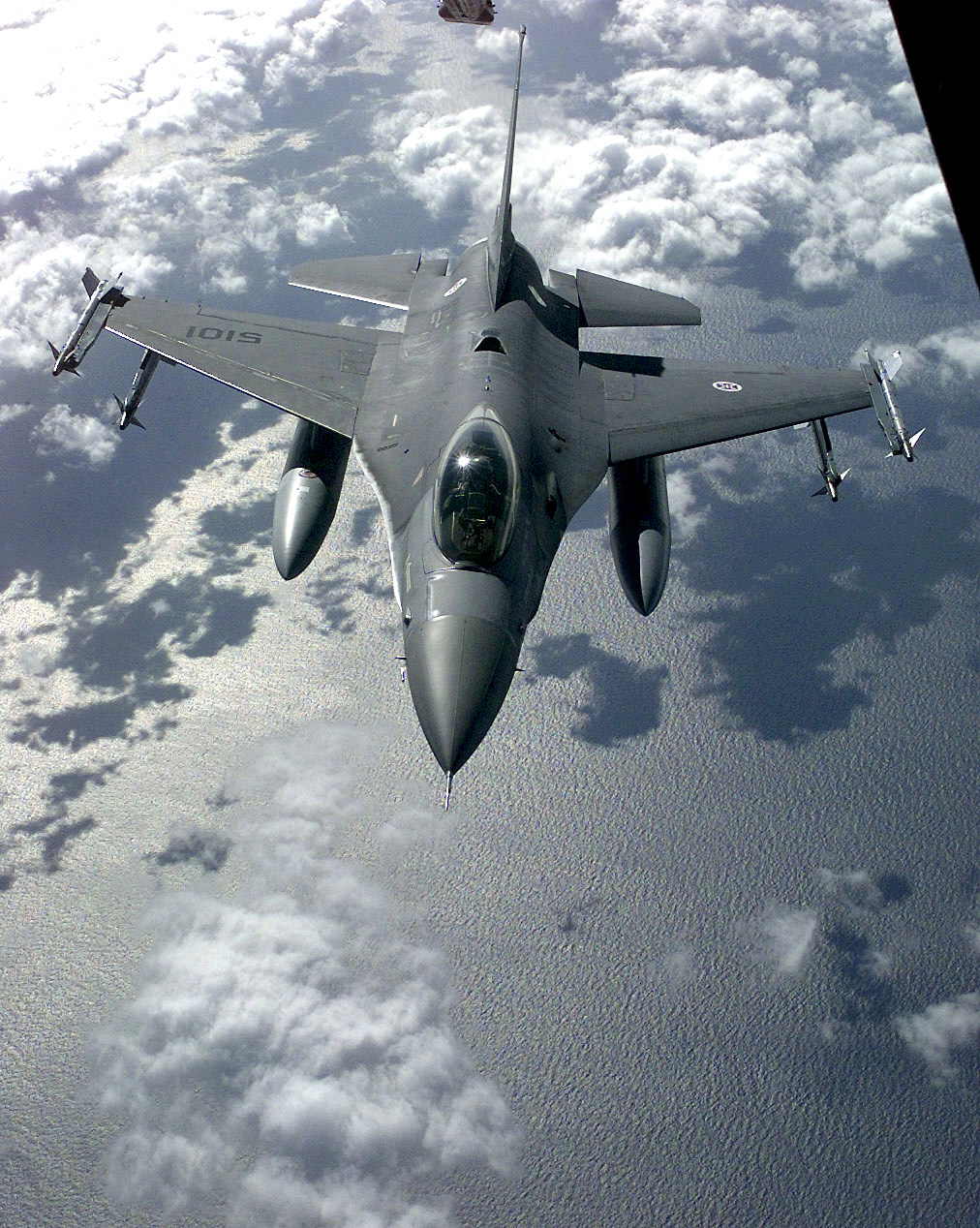
F-16A da FAP iniciando o reabastecimento em voo
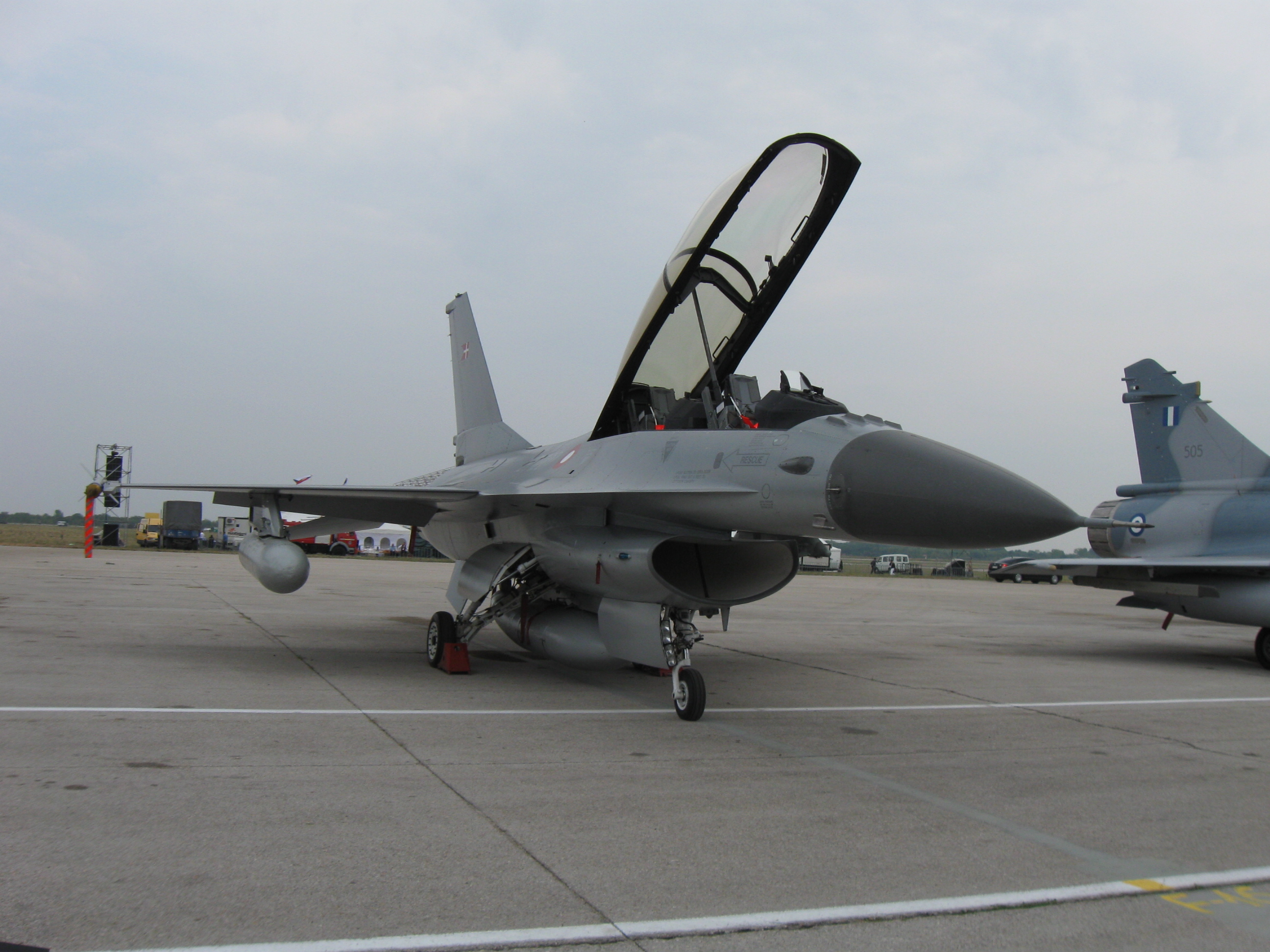
F-16B da Dinamarca
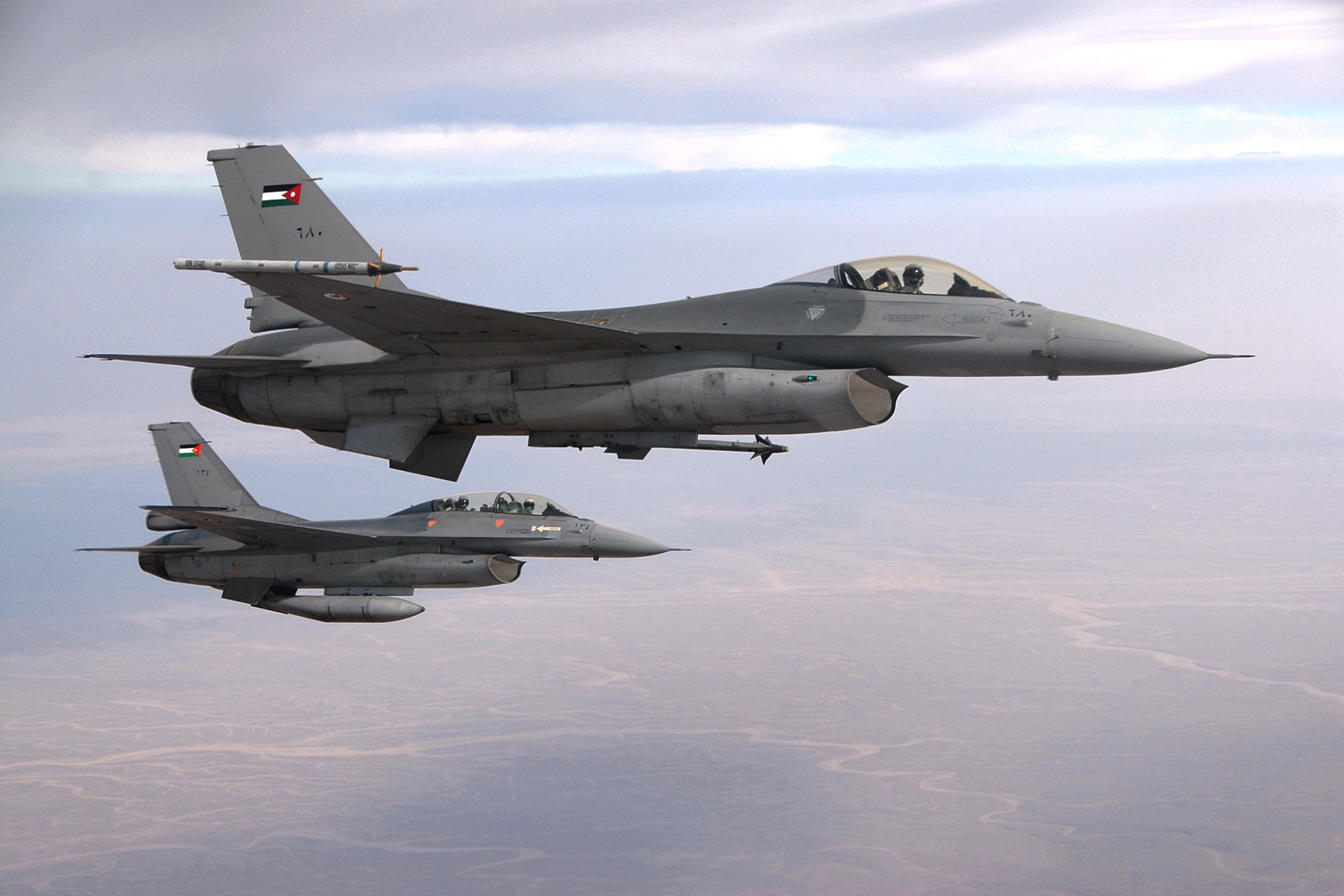
Dois F-16 da Força Aérea Jordana
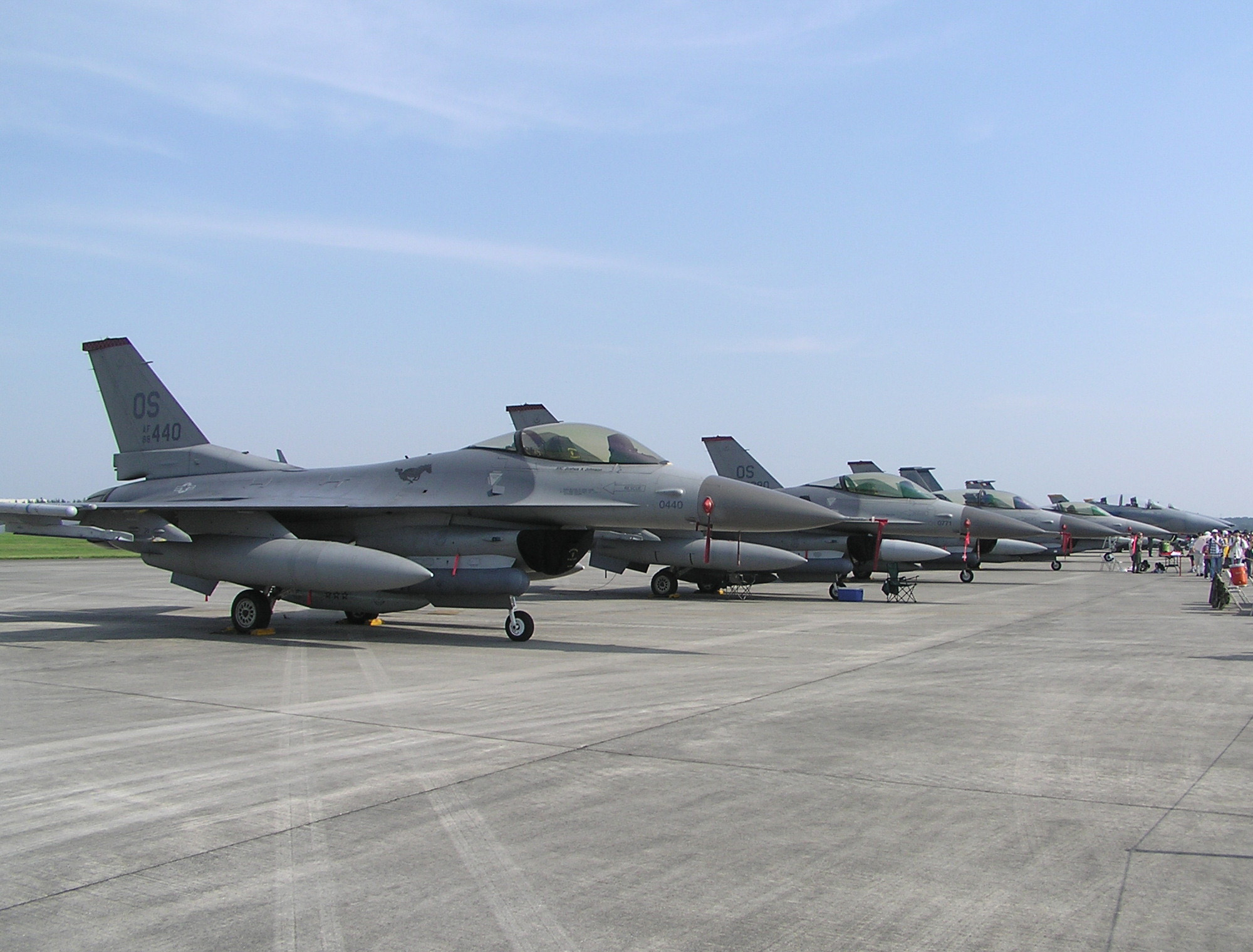
Vários F-16 americanos.

## Ligações Externas
- Commons